# Dorsa di Mercurio
Segue una lista dei dorsa presenti sulla superficie di Mercurio. La nomenclatura di Mercurio è regolata dall'Unione Astronomica Internazionale; la lista contiene solo formazioni esogeologiche ufficialmente riconosciute da tale istituzione.
I dorsa di Mercurio portano il nome di scienziati che hanno studiato il pianeta..

## Prospetto
| Dorsum              | Eponimo                                                          | Latitudine | Longitudine | Diametro  |
| ------------------- | ---------------------------------------------------------------- | ---------- | ----------- | --------- |
| Antoniadi Dorsum    | Eugène Michel Antoniadi - Astronomo greco (1870-1944).           | 27,2° N    | 29,65° W    | 359,4 km  |
| Schiaparelli Dorsum | Giovanni Virginio Schiaparelli - Astronomo italiano (1835-1910). | 23,2° N    | 164,09° W   | 373,99 km |

## Vista d'insieme
- - Nomenclatura in vigore